# Mártély
Mártély je vas na Madžarskem, ki upravno spada pod podregijo Hódmezővásárhelyi Županije Csongrád.